# Captcha

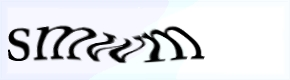
Een captcha met de tekst 'smwm'. De letters zijn vervormd en de achtergrond bevat een kleurenovergang om automatische herkenning te bemoeilijken.

Een captcha, internationaal meestal gespeld als CAPTCHA, (een acroniem voor completely automated public Turing test to tell computers and humans apart) is een reactietest die in de gegevensverwerking wordt gebruikt om te bepalen of er al dan niet sprake is van een menselijke gebruiker. De term werd in 2000 geïntroduceerd door Luis von Ahn, Manuel Blum en Nicholas J. Hopper van de Carnegie Mellon University, en John Langford van IBM.

## Typen

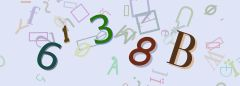
Captcha met de tekenreeks '6138B'. Om automatische herkenning lastiger te maken zijn de letters en cijfers (met verschillende grootte) geroteerd en is een groot aantal letters op de achtergrond geplaatst die niet ingetypt moeten worden.

Een veelvoorkomend type captcha verlangt dat de gebruiker de tekens van een op het scherm getoonde vervormde en/of onduidelijke opeenvolging van letters en/of cijfers intoetst. Omdat de test door een computer wordt aangeboden, in tegenstelling tot de standaard-turingtest, waarbij een mens de test aanbiedt, wordt een captcha soms beschreven als een omgekeerde turingtest.
Omdat software steeds beter in staat is om een captcha toch te ontcijferen via automatische letterherkenning met behulp van OCR-technieken, zijn er typen ontwikkeld die geen letters of cijfers bevatten, maar afbeeldingen. Hierbij kan bijvoorbeeld worden gevraagd om een afbeelding rechtop te plaatsen. De afbeeldingen zijn rond zodat er meer dan slechts vier mogelijkheden zijn om ze rechtop te zetten. 
Ook kan de gebruiker een vraag worden voorgelegd die verder gaat dan het ontcijferen van tekens, bijvoorbeeld een (eenvoudige) rekensom, of een feit van algemene bekendheid betreffen dat computers alleen weten als ze er op geprogrammeerd zijn.

### reCAPTCHA
ReCAPTCHA is een captcha van Google. In zijn meest eenvoudige vorm is het een selectievakje met de tekst "Ik ben geen robot" of in het Engels "I'm not a robot".

## Kenmerken
Per definitie hebben captcha's de volgende kenmerken:
- Ze zijn volledig geautomatiseerd. Dit maakt menselijke tussenkomst in de tekst overbodig, met duidelijke voordelen in kosten en betrouwbaarheid.
- Het gebruikte algoritme wordt publiek gemaakt, hoewel het eventueel wel geoctrooieerd mag worden. Dit vanwege de eis dat de captcha niet kan worden omzeild door een geheim algoritme te achterhalen door middel van bijvoorbeeld reverse engineering, maar alleen door iets dat niet door kunstmatige intelligentie opgelost kan worden.

## Toegankelijkheid
Captcha's gebaseerd op het lezen van tekst – of andere visueel herkenbare zaken – staan visueel beperkte gebruikers het gebruik van datgene dat afgeschermd is in de weg. Captcha's hoeven echter niet visueel te zijn. Elk ander probleem dat niet door kunstmatige intelligentie gekraakt kan worden, zoals spraakherkenning, kan als basis van een captcha gebruikt worden. Bij sommige typen captcha's kan de gebruiker kiezen voor een audiocaptcha. De ontwikkeling van audiocaptcha's is echter achtergebleven bij die van visuele captcha's, hoewel deze zeker even doeltreffend zouden kunnen zijn.
Voor blinde en slechtziende gebruikers vormen visuele captcha's een ernstig probleem. Doordat ze niet machinaal leesbaar zijn, kunnen hulpprogramma's voor deze gebruikers, zoals schermlezers, de captcha ook niet interpreteren. Omdat captcha's dikwijls gebruikt worden bij inschrijvingsprocessen (bijvoorbeeld bij Outlook.com, eBay en Yahoo!), wordt de toegang tot deze diensten volledig belemmerd. Het is echter soms mogelijk de captcha te laten voorlezen, zodat een blinde of slechtziende gebruiker deze dan toch kan intoetsen.
In het document "Inaccessibility of Visually-Oriented Anti-Robot Tests" schetst het W3C een aantal door captcha's veroorzaakte toegankelijkheidsproblemen.

## Misbruik
Captcha's worden gebruikt om te voorkomen dat bots diverse online-diensten gebruiken. Captcha's verhinderen automatische deelname van bots aan online-opiniepeilingen en automatische inschrijving voor gratis e-mailboxen (die dan kunnen worden gebruikt om spam te verzenden), en voorkomen dat bots spam versturen door de (niet herkende) afzender een captchatest te laten afleggen alvorens het e-mailbericht te verzenden.
De eenvoudigste captcha's kunnen ondertussen door computers ingelezen worden. Bij de meeste websites houdt dit de stroom van spamberichten tegen doordat de kostprijs van het ontcijferen van de captcha niet opweegt tegen de voordelen van het spambericht. Bij websites als Google, Outlook.com en Yahoo is een mailaccount voor spammers heel wat waard, en daarom gebruiken die diensten ingewikkelde captcha's om de aanmaak van spamaccounts tegen te gaan.
Wanneer het ontcijferen van de captcha niet meer loont kan men andere tactieken gebruiken om de test te omzeilen. Op sommige websites worden captcha's bijvoorbeeld bij de inschrijvingsprocedure gebruikt, om te voorkomen dat spammers automatisch grote aantallen accounts aanmaken. Spammers hebben echter een manier gevonden om deze beveiliging te omzeilen: een door de spammer beheerde site, bijvoorbeeld een pornosite, toont de captcha aan een bezoeker, alsof de oplossing daarvan voor de toegang van die site noodzakelijk is, en maakt gebruik van zijn oplossing om een account aan te maken. Ook deze encyclopedie maakt gebruik van captcha's. Dit komt voor als een externe link wordt toegevoegd. Er verschijnt dan een venster met een vervormd woord dat dan moet worden overgetypt. Op deze manier kan misbruik door spammers worden voorkomen.

## Film
In de film Ik ben geen robot (2023) van de Nederlandse regisseur Victoria Warmerdam is captcha de aanleiding waardoor het hoofdpersonage in een andere realiteit terechtkomt. De film won in 2025 de  Oscar voor beste korte film.